# Глухове
Глухове́ — село в Україні, у Полтавській міській громаді Полтавського району Полтавської області. Населення становить 118 осіб. Орган місцевого самоврядування — Полтавська міська рада.

## Географія
Село Глухове – перлина Полтавщини, розташована всього за 13 км від міста Полтави. Однією з основних природних перлин села є його великий ставок, який з часом став справжнім магнітом для рибалок з усієї Полтавщини. Чиста вода та багатий рибний світ роблять його ідеальним місцем для спокійного відпочинку та риболовлі. 
12 червня 2020 року, відповідно до розпорядження Кабінету Міністрів України № 721-р «Про визначення адміністративних центрів та затвердження територій територіальних громад Полтавської області», село увійшло до складу Полтавської міської громади. 
19 липня 2020 року, в результаті адміністративно - територіальної реформи та ліквідації Полтавського району (1925—2020), село увійшло до складу новоутвореного Полтавського району.
У 2020 році в селі Глухове місцеві підприємці створили – ландшафтне лавандове поле, яке отримало назву "Лавандова Оаза". Площа цього дивовижного куточка становить 50 соток. Аромат лаванди, що поєднується з чарівними панорамами села, робить це місце надзвичайно привабливим як для туристів, так і для мешканців області. Поле працює у форматі парку з платним вхідним квитком, робочі місяці з середини червня по середину серпня.

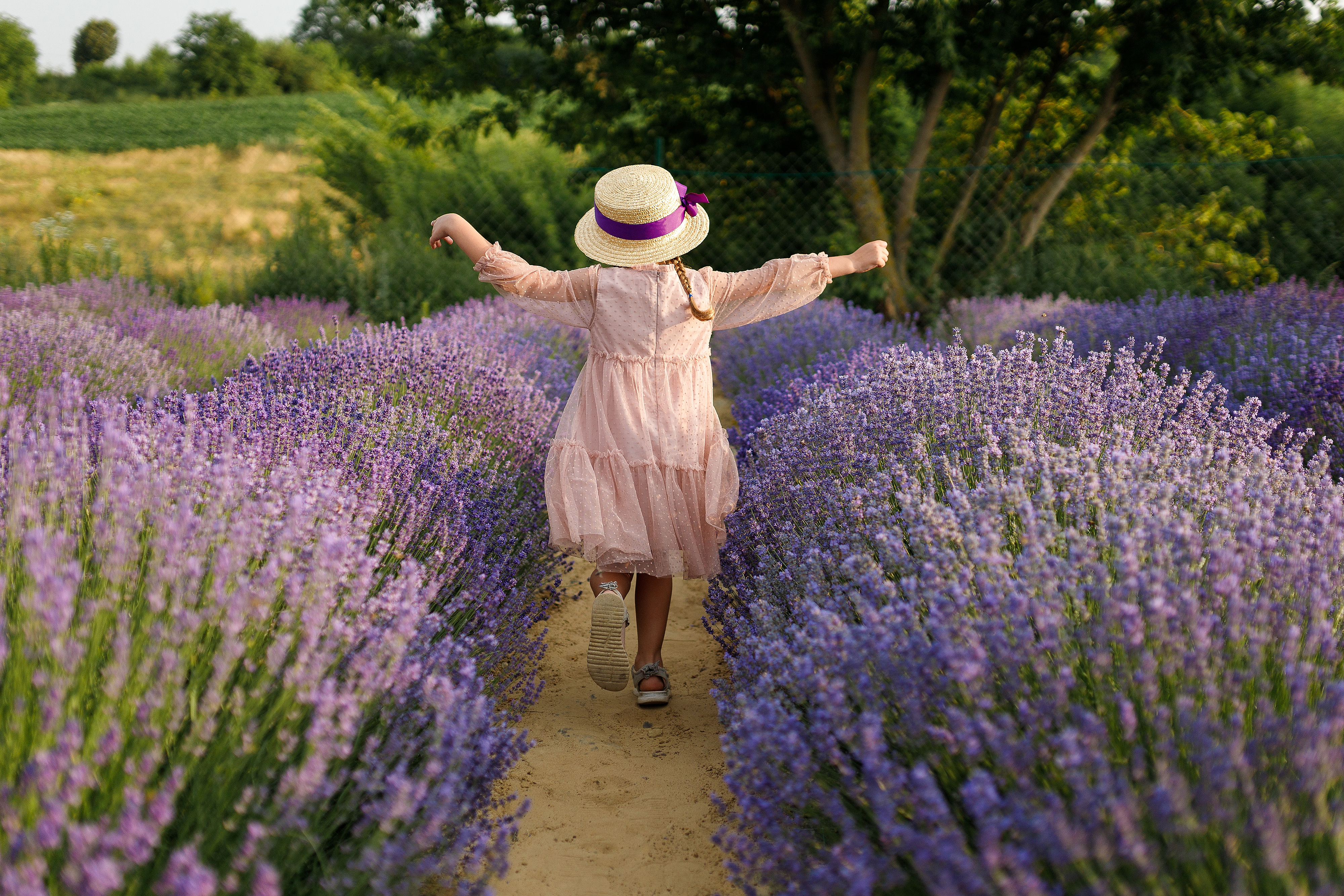
Фото дівчинки у лаванді

## Економіка
- Молочно-товарна ферма.
- Лавандове поле "Лавандова Оаза"Лавандові простори Жіночність та лаванда

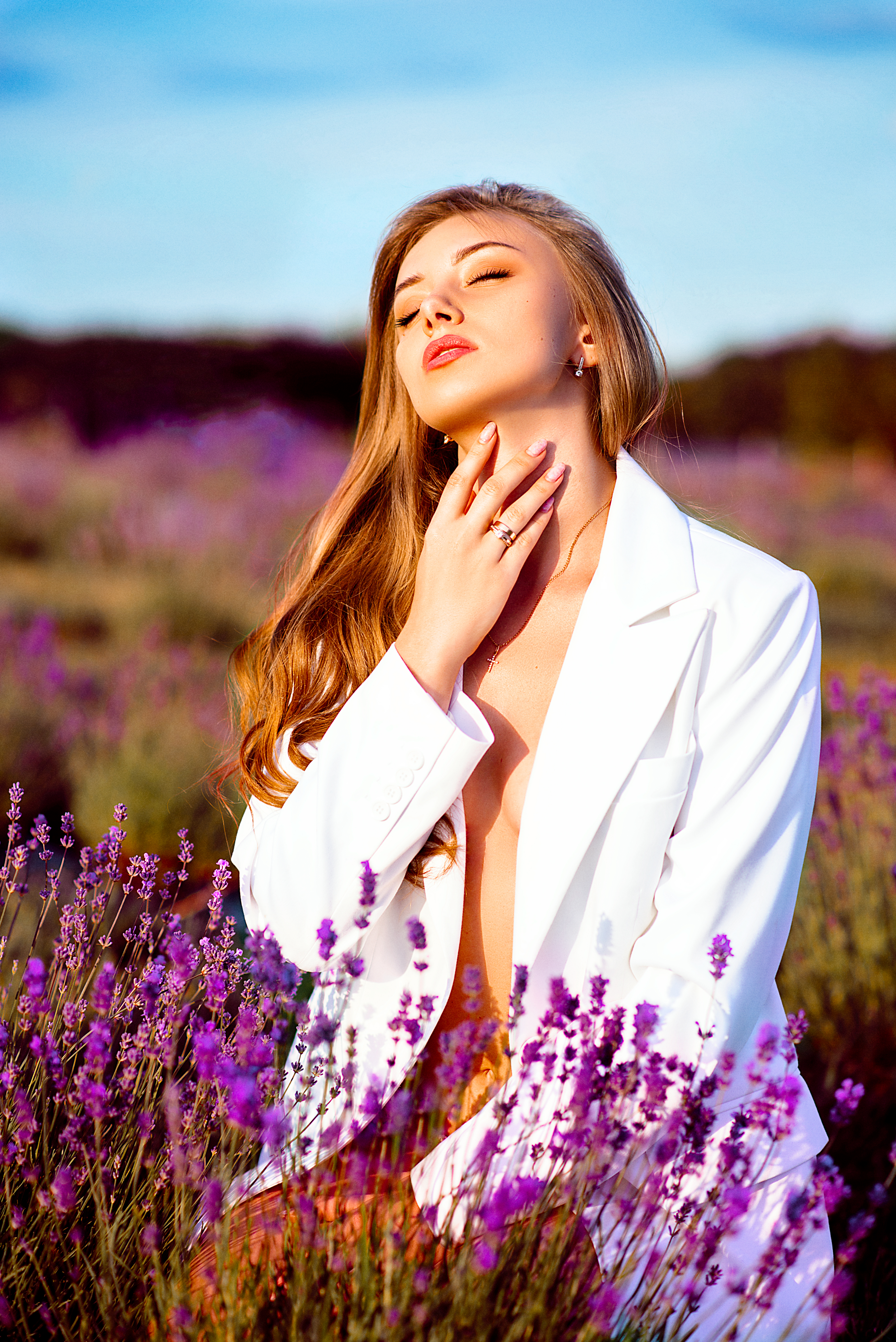
Лавандові простори

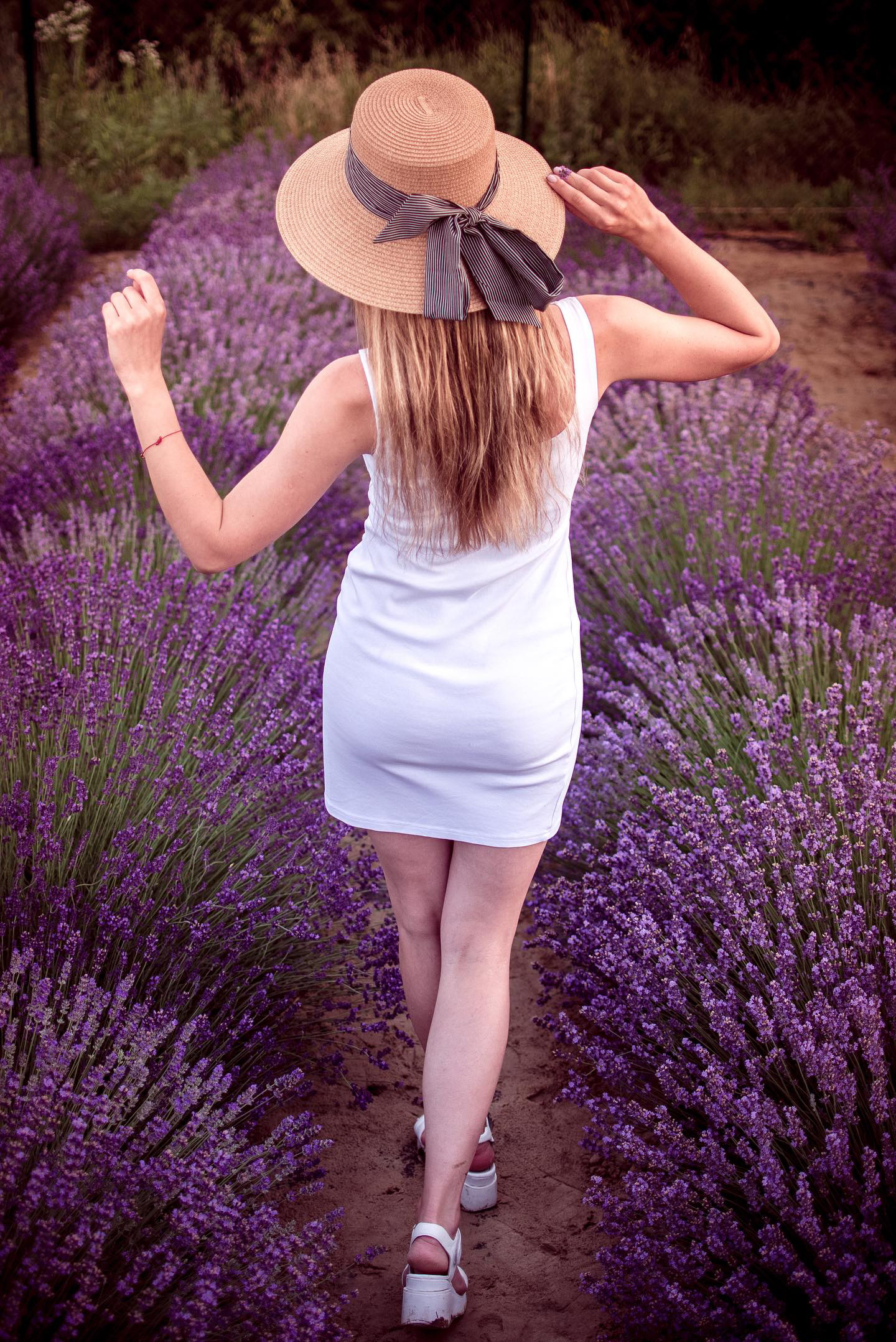
Жіночність та лаванда

- КЛУБ РИБАКА НА ГЛУХІВСЬКИХ СТАВКАХ